# Формирование территории Российской империи

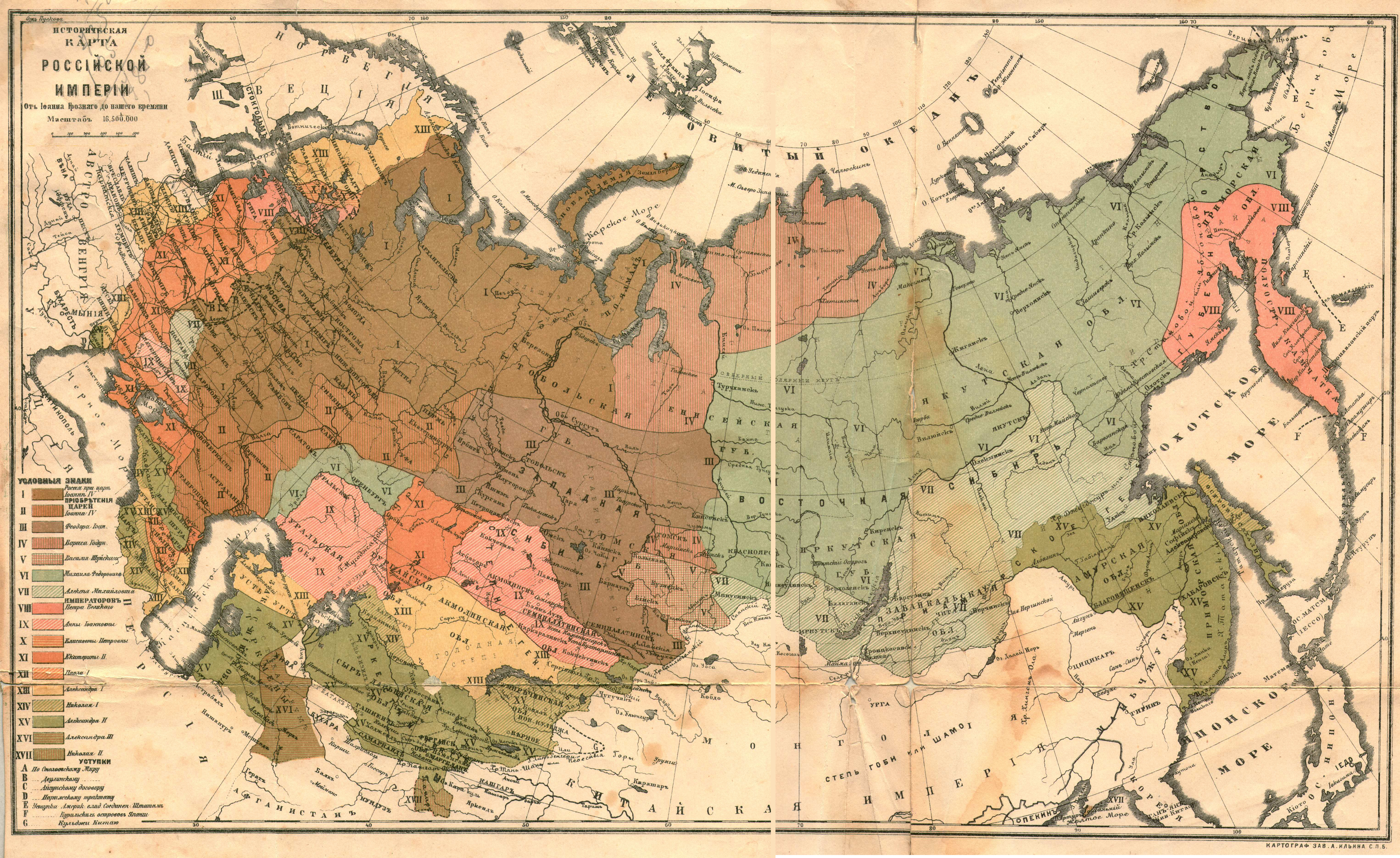
Территориальный рост Российской империи. «Карта историческая от Иоанна Грозного до нашего времени», издание А. А. Ильина, 1898 год.

Формирование территории Российской империи — происходивший в XVIII—XX веках процесс увеличения Российской империи за счёт постепенного присоединения к ней сопредельных земель Восточной Европы, Причерноморья, Северного Кавказа, Закавказья, а также Средней Азии, Заполярья, Южной Сибири, Дальнего Востока и Северной Америки. Он продолжил аналогичный более ранний (XIV—XVIII вв.) процесс территориальной экспансии Русского государства.
В настоящей статье в хронологическом порядке с периодизацией по годам правления российских императоров представлены все территории, вошедшие в состав, принадлежавшие или находившиеся в формальной политической зависимости от Российской империи, с указанием статуса каждой такой территории, этапов её обретения и дальнейшей судьбы.

## Предыстория

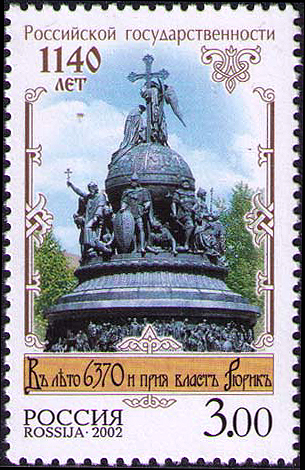
Памятник тысячелетию России на почтовой марке 2002 года

К середине IX века на севере европейской части будущей России сложился союз восточнославянских, финно-угорских и балтских племён, образовавший под властью династии Рюриковичей, после присоединения в 882 году нижнего Поднепровья, Древнерусское государство — Киевскую Русь. С призвания варягов и начала княжения Рюрика в 862 году принято отсчитывать начало государственности России.
В конце XI века Русь вступила в период феодальной раздробленности, распавшись на отдельные княжества, которые, в свою очередь, продолжали дробиться, чему способствовало монголо-татарское нашествие. К этому времени (середина XIII века) на Руси насчитывалось приблизительно полтора десятка княжеств, в XIV веке количество великих и удельных княжеств достигало уже 250. В их числе образовались и/или возвысились новые центры — великие княжества Московское, Тверское, Суздальско-Нижегородское, Брянское и др. Именно Московское княжество снова объединило русские земли, став основой независимого от Орды (с 1480 года) Русского государства.
В 1547 году великое княжество Московское было преобразовано в Русское царство, укрепились унитарная концепция государственного управления и единонаследие, позже эволюционировавшие в принцип самодержавия.
К началу XVI века российская экспансия вышла за пределы собственной этнической территории. Однако, по мнению директора Института российской истории РАН Юрия Петрова, считать дальнейший процесс колонизацией нельзя, поскольку за присоединением народов, как правило, следовало слияние элит. Это достаточно часто предварялось прошениями о покровительстве (протекторате) и добровольном вхождении в состав России.

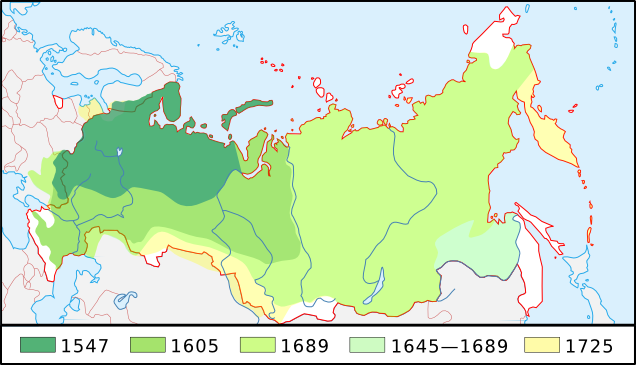
Рост территории России с 1547 по 1725 год (ключевые даты: 1547 – венчание на царство первого русского царя Ивана Васильевича; 1605 – смерть царя Бориса Годунова, начало Смутного времени; 1689 – Нерчинский договор, левобережье Амура отдано Китаю; 1689 – начало правления Петра Великого; 1725 – смерть Петра Великого)

## Империя
В 1721 году после победоносной Северной войны царь Пётр I был провозглашён императором всероссийским, Россия стала империей. На западе она на тот момент граничила со Швецией в её финляндских губерниях, Речью Посполитой на участке от Курляндии до Запорожья, а также с Крымским ханством. В Предкавказье границы России проходили с вассальными княжествами Османской империи и Персии вплоть до побережья Терека и Прикаспия и, далее, с Младшим и Средним казахскими жузами.
Столкнувшись в ходе заселения Южной Сибири с Цинской империей, Россия закрепила свои находившиеся там новые территории до Приамурья по Нерчинскому договору (1689). Активно осваивался Дальний Восток, где российским стало тихоокеанское побережье с севера до Шантарских островов, хотя ей ещё предстояло в XVIII—XX веках присоединение Чукотки, Камчатки, Сахалина, Приморья, а также североамериканских владений.
В 1708 году, то есть к началу областной реформы Петра, разделившей страну на губернии, и до Ништадского мира (включения в её состав Ингерманландии, Эстляндии и Ливонии) Русское государство занимало совокупно 15,02 млн км².

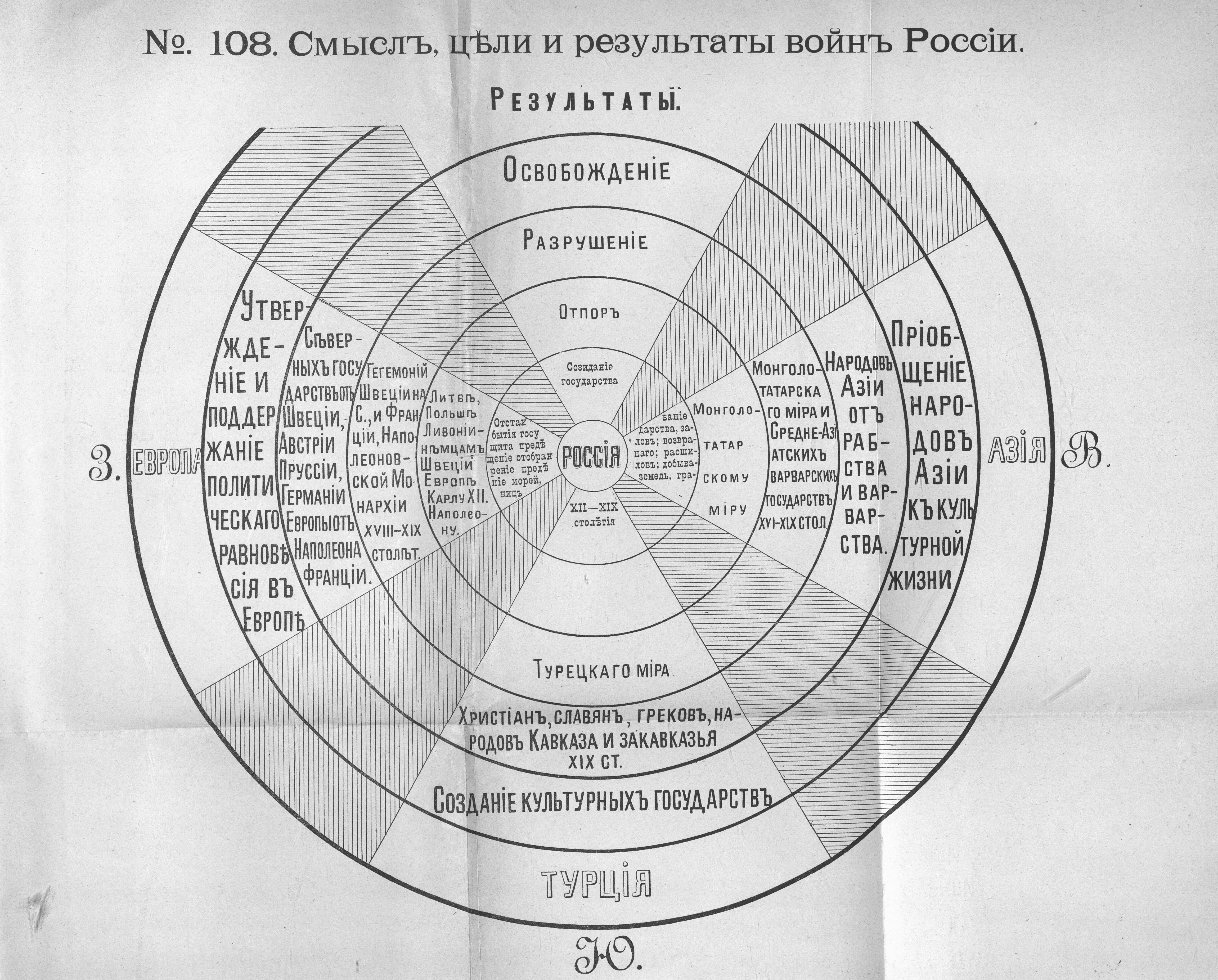
Представление о расширении России в конце XIX века

Россия в XVIII—XX веках находилась в тесных и разнообразных отношениях с мировыми великими державами, одной из которых была и сама — Австрийской и Австро-Венгерской империей, Британской империей, королевской, имперской и республиканской Францией, Пруссией и Германской империей, Северо-Американскими Соединёнными Штатами. Как правило, они оказывали сдерживающее влияние на процесс расширения территории России.

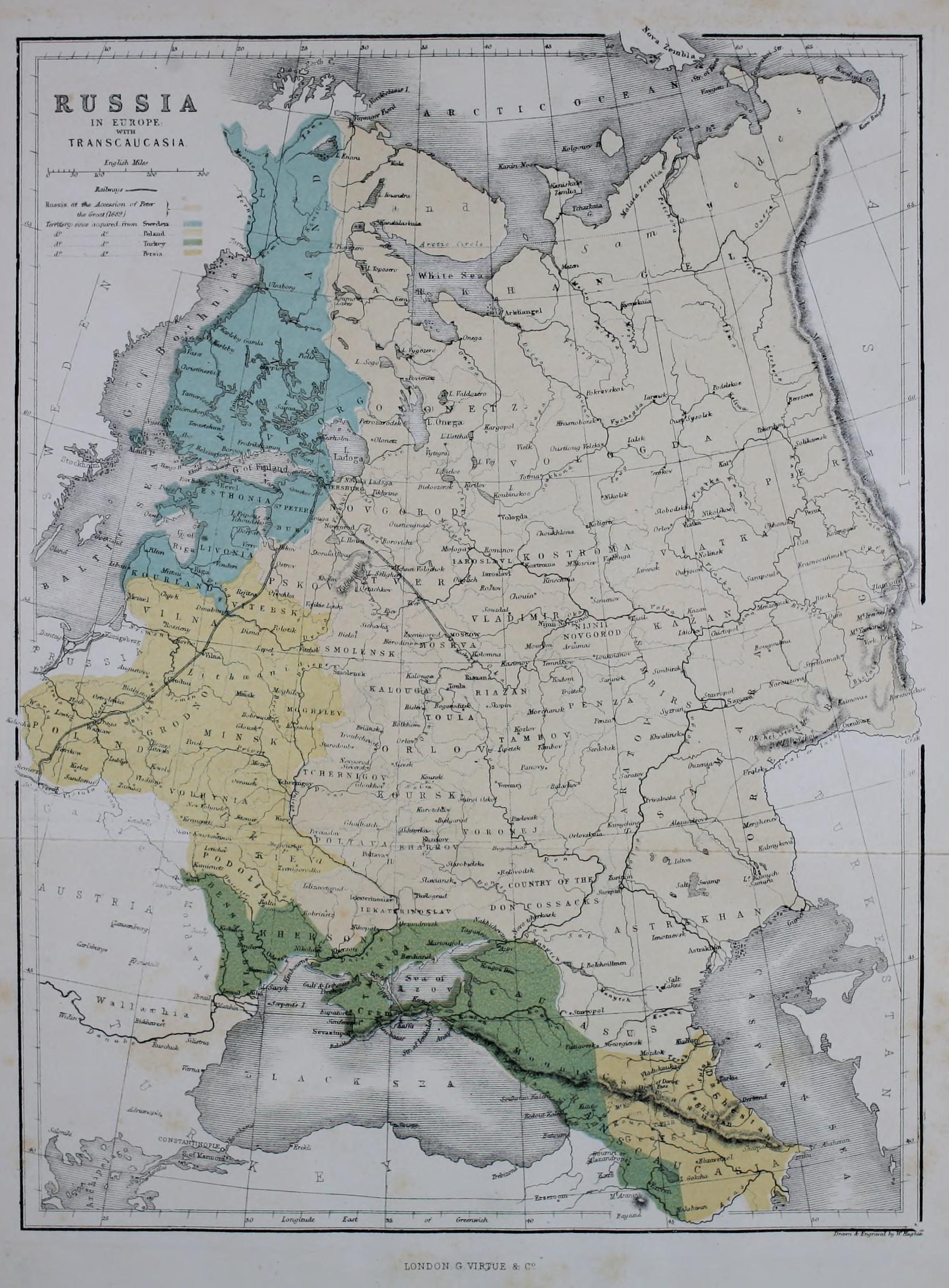
Цветом отмечены территории, по состоянию на 1855 год присоединенные к России в ходе войн с:
• Швецией
• Речью Посполитой
• Османской империей
• Персией

Основные векторы внешней политики и территориальной экспансии России в описываемое время определяло соперничество с её геополитическими соседями, по большей части успешное:
- Швецией — что привело последнюю к изгнанию из Прибалтики, утрате Финляндии в пользу России и к утере остальных её европейских владений, кроме собственно Швеции, то есть к ликвидации шведского великодержавия как такового[11];
- Речью Посполитой — которая в результате разделов Польши лишилась в пользу России земель ранее вошедшего в её состав Великого княжества Литовского, а также потеряла независимость и оказалась разделена[12];
- Османской империей периодов стагнации и упадка — сперва утратившей в пользу России монополию на Причерноморье и своих вассалов его северной и восточной части, а в дальнейшем и Балканы, что завершилось полным распадом этой империи[13];
- Персией эпох Афшаридов, Зендов и Каджаров — поэтапно уступившей в пользу России земли своих вассалов Восточного Кавказа и Западного Туркестана и в конце концов, оказавшейся разделённой на сферы влияния между Россией и Британией[14];
- Цинской империей и затем Китайской республикой — успешно продвигавшейся в Восточном Туркестане, однако допустившей российское освоение Южной Сибири, Маньчжурии, Приморья, Квантунского полуострова (отнятого Россией у Японии, которая должна была его осваивать по итогам китайско-японской войны 1894—1895), ставшей в итоге объектом раздела сфер влияния мировых держав, допустившей в эпоху Китайской республики фактическую утрату Внешней Монголии, а также вынужденной уступить России Урянхайский край[15];
- Японской империей — которой удалось закрепить за собой Курильские острова в 1876 (Южные Курилы — в 1855 ещё в эпоху сёгуната), остановить российскую колонизацию всей Маньчжурии, получив сферу влияния в Южной Маньчжурии, и, в частности, добиться от России передачи Квантуна, и южной части Сахалина[16].

## Пётр I(1682—1725)[17]
| Территория                                                                     | Год обретения | Регион, карта           | Статус, источник территории, этапы её обретения                                                                                              | Современный статус территории                                               |
| ------------------------------------------------------------------------------ | ------------- | ----------------------- | --- | --------------------------------------------------------------------------- |
| Новая Земля, Таймыр, Камчатка, Командорские острова                            | 1689—1725     | Арктика, Дальний Восток | Архипелаги и полуострова. Колонизация, присоединение.                                                                                        | Архангельская область, Камчатский, Красноярский край                        |
|                                                                                |               |                         | |                                                                             |
| Западный и южный Прикаспий — Дербент, Баку, Решт, Гилян, Мазендеран и Астрабад | 1722—1723     | Кавказ, Средний Восток  | Останы (провинции), от Персии по договору в результате войны. Возвращены по договору в 1732 году (Дербент и Баку — по договору в 1735 году). | Республика Дагестан, Азербайджан, Иран (Останы Гилян, Мазендеран, Голестан) |
|                                                                                |               |                         | |                                                                             |

## Эпоха дворцовых переворотов(1725—1762)[22]
| Территория                                                              | Год обретения, правитель | Регион, карта      | Статус, источник территории, этапы её обретения и дальнейшей судьбы | Современный статус территории                                                                                        |
| ----------------------------------------------------------------------- | ------------------------ | ------------------ | --- | --- |
| Хонгорай                                                                | 1727, Пётр II            | Южная Сибирь       | Улусы, племенные союзы енисейских киргизов, эуштинских татар и др. Колонизация с 1628 года, контроль с 1687 года по мере откочёвывания киргизов на юг с 1703 года. Закрепление границы в 1727 году по договору с Цинской империей. | Республика Хакасия                                                                                                   |
|                                                                         |                          |                    | | |
| Младший жуз Казахского ханства                                          | 1731, Анна Иоанновна     | Средняя Азия       | Жуз (удел), добровольное вхождение. В 1801—1876 годах автономия (Букеевская Орда). | Западный Казахстан Казахстана                                                                                        |
|                                                                         |                          |                    | | |
| Кюменигордский и Нейшлотский лен — Нейшлот, Вильманстранд и Фридрихсгам | 1743, Елизавета I        | Прибалтика         | Лен, от Швеции по договору в результате войны. С 1809 года в российском Великом княжестве Финляндском. | Ленинградская область России, Финляндия (область Южная Карелия)                                                      |
|                                                                         |                          |                    | | |
| Алтай                                                                   | 1747, Елизавета I        | Южная Сибирь       | Горный округ. Колонизация, в 1717—1747 годах северный Алтай во владении Демидовых, в 1756 году присоединение южного Алтая. | Алтайский край, Республика Алтай, Новосибирская, Кемеровская, Томская области России, Восточно-Казахстанская область |
|                                                                         |                          |                    | | |
| Восточная Пруссия                                                       | 1758, Елизавета I        | Восточная Европа   | Провинция, от Пруссии, оккупация в ходе Семилетней войны, присяга населения на верность российской короне. Провинция возвращена по договору в 1762 году.                                                                           | Калининградская область России, Клайпедский уезд Литвы, Варминско-Мазурское воеводство Польши                        |
|                                                                         |                          |                    | | |
| Гольштейн-Готторп, включая Штормарн и Дитмаршен                         | 1761, Пётр III           | Центральная Европа | Герцогство, наследные владения императора всероссийского. В 1773 году уступлены Дании в обмен на Ольденбург и Дельменхорст (см. Готторпский вопрос).                                                                               | Федеральная земля Шлезвиг-Гольштейн, Германия                                                                        |
|                                                                         |                          |                    | | |

## Екатерина II(1762—1796)
| Территория | Год обретения | Регион, карта             | Статус, источник территории, этапы её обретения и дальнейшей судьбы | Современный статус территории |
| --- | ------------- | ------------------------- | --- | --- |
| Киклады и Икария | 1770          | Восточное Средиземноморье | 27 островов Османской империи в Эгейском море, оккупация в ходе флотской экспедиции. Образовано Архипелагское великое княжество под юрисдикцией России, население принято в российское подданство. Возвращены в 1774 году по договору, часть новых подданных вывезена в Причерноморье. | Греция, периферия Южные Эгейские острова |
| |               |                           | | |
| Ингушетия | 1770          | Северный Кавказ           | Племенные союзы ингушей, добровольное вхождение в рамках присяги 24 ингушских старейшин России. В 1810 году закреплено Актом присяги шести ингушских фамилий России. См. также: Кавказская война.                                                                                      | Республика Ингушетия |
| |               |                           | | |
| Керчь, Еникале, Кинбурн | 1772          | Северное Причерноморье    | Крепости, от Крымского ханства по договору. Признан Турцией в 1774 году по договору в результате войны. Крымское ханство получило независимость от Османской империи под покровительством России.                                                                                      | Городской округ Керчь Республики Крым России[что?], Очаковский район Николаевской области Украины                                                                                     |
| |               |                           | | |
| Инфлянтское, Мстиславское, большие части Полоцкого, Витебского воеводств Речи Посполитой                                                                       | 1772          | Восточная Европа          | Поветы, включая города: Полоцк, Витебск, Мстиславль, Могилёв, Гомель, Орша, Динабург (Борисоглебов), Велиж, Себеж и др. Аннексия по первому разделу Речи Посполитой. Утверждён сеймом в 1775 году.                                                                                     | Витебская, Могилёвская, Гомельская области Белоруссии, Даугавпилсский край Латвии, Псковская, Смоленская области России                                                               |
| |               |                           | | |
| Ольденбург, Дельменхорст | 1773          | Центральная Европа        | Графство и город. В мае 1773 года получены от Дании в обмен на Шлёзвиг-Голштинию, в июле уступлены князю-епископу Любека Фридриху Августу (см. Готторпский вопрос). | Федеральная земля Нижняя Саксония, Германия |
| |               |                           | | |
| Большая и Малая Кабарда | 1774          | Северный Кавказ           | Княжества. В 1552—1570 годах военный союз с Русским государством, в дальнейшем вассалы Турции. В 1739—1774 годах по договору — буферное княжество. С 1774 года в российском подданстве. См. также: Кавказская война.                                                                   | Ставропольский край, Кабардино-Балкарская республика, Чеченская Республика |
| |               |                           | | |
| Осетия | 1774          | Северный Кавказ           | Племенные союзы осетин, добровольное вхождение. Признано Турцией по договору в том же году. | Республика Северная Осетия — Алания |
| |               |                           | | |
| Дунайские княжества — Валахия и Молдавия | 1774          | Восточная Европа          | Вассальные княжества Османской империи. Право «защиты и покровительства» православного населения по договору в результате войны. Оккупация в ходе войн в 1769—1774, 1806—1808, 1809—1812, 1828—1834 и 1853—1854 годах.                                                                 | Румыния, Молдавия |
| |               |                           | | |
| Тарковское шамхальство | 1776          | Северный Кавказ           | Княжество кумыков, добровольное вхождение. Ограниченная автономия до 1860 года. | Республика Дагестан |
| |               |                           | | |
| Чукотка | 1778          | Дальний Восток            | Племенные союзы чукчей, присоединение по мирному договору. | Чукотский автономный округ |
| |               |                           | | |
| Курильские острова | 1778          | Дальний Восток            | Племенные союзы айнов, приведение в российское подданство, окончательно к 1782 году. По договору 1855 года Южные Курилы в Японии, по договору 1875 года — все острова. | Северо-Курильский, Курильский и Южно-Курильский городские округа Сахалинской области                                                                                                  |
| |               |                           | | |
| Крымское ханство — Крым, Едисан, Джамбайлук, Едишкуль, Малая Ногайская орда (Кубань, Тамань).                                                                  | 1783          | Северное Причерноморье    | Ханство (с 1772 года независимое от Турции) и кочевые ногайские племенные союзы. Аннексия, закреплена в 1792 году по договору в результате войны. См. также: Присоединение Крыма к Российской империи, Новороссия, Ногайское восстание.                                                | Ростовская область, Краснодарский край, Республика Крым и Севастополь; Донецкая Народная Республика[что?], а также Запорожская, Херсонская, Николаевская, Одесская области Украины    |
| |               |                           | | |
| Эверланд (Евер) | 1793          | Центральная Европа        | Удельное княжество, наследное владение, получено после смерти брата Екатерины II Фридриха Августа. В 1807 году оккупировано Французской империей, в том же году по договору уступлено Россией королевству Голландия. С 1814 года — в герцогстве Ольденбург.                            | Федеральная земля Нижняя Саксония, Германия |
| |               |                           | | |
| Минское, Киевское, Брацлавское, восточные части Виленского, Новогрудского, Берестейского, Волынского и Подольского воеводств Речи Посполитой                   | 1793          | Восточная Европа          | Воеводства и поветы с городами Пинск, Минск, Слуцк, Житомир, Брацлав, Каменец-Подольский и др. Аннексия в результате войны по второму разделу Речи Посполитой. Ратифицирован сеймом в том же году.                                                                                     | Витебская, Минская, Гомельская области Белоруссии; Ровенская, Хмельницкая, Житомирская, Винницкая, Киевская, Черкасская, Кировоградская области Украины                               |
| |               |                           | | |
| Курляндия и Семигалия; Жмудское, Трокское, Браславское, Виленское, Гродненское, Новогрудское, Берестейское, Владимирское, Волынское воеводства Речи Посполитой | 1795          | Восточная Европа          | Вассальное герцогство; воеводства и поветы ликвидированной по третьему разделу Речи Посполитой с городами: Митава, Вильно, Троки, Гродно, Новогрудок, Брест-Литовск, Луцк, Ровно и др. Аннексия. В герцогстве — в том же году решение ландтага о присоединении.                        | Латвия (области Земгале, Курземе, Селия); Литва (Жемайтия, Аукштайтия, Дзукия); Гродненская, Брестская, Минская, Гомельская области Белоруссии; Волынская, Ровненская области Украины |
| |               |                           | | |

## Павел I(1796—1801)
| Территория                                                        | Год обретения | Регион, карта             | Статус, источник территории, этапы её обретения и дальнейшей судьбы | Современный статус территории                                                            |
| ----------------------------------------------------------------- | ------------- | ------------------------- | --- | ---------------------------------------------------------------------------------------- |
| Русская Америка — Аляска, Алеутские острова, архипелаг Александра | 1799          | Северная Америка          | Колониальное владение. Русские поселения с 1740-х годов, освоение, основание торговых компаний. Границы закреплены в 1824—1825 годах конвенциями с Британской империей и США. Колония продана США в 1867 году. См. также: Русско-тлинкитская война и Восстание алеутов. | Штат Аляска, США                                                                         |
|                                                                   |               |                           | |                                                                                          |
| Ионические острова                                                | 1800          | Восточное Средиземноморье | Владение Франции с 1797 года по договору. Захват, оккупация, учреждение Республики Семи Островов под российско-турецким протекторатом. В 1807 году по договору возвращены Франции. С 1815 года по договору — Ионическая республика под британским протекторатом.        | Периферия Ионические острова, Греция                                                     |
|                                                                   |               |                           | |                                                                                          |
| Картли-Кахетинское царство                                        | 1801          | Закавказье                | Царство, с 1762 года объединившее Картли (Карталинию) и Кахетию. Протекторат России с 1783 года по договору. Добровольное вхождение, манифест императора о принятии в российское подданство.                                                                            | Края Грузии: Шида-Картли, Мцхета-Мтианети, Квемо-Картли, Кахети; Республика Южная Осетия |
|                                                                   |               |                           | |                                                                                          |

## Александр I(1801—1825)
| Территория | Год обретения | Регион, карта          | Статус, источник территории, этапы её обретения и дальнейшей судьбы | Современный статус территории                                                  |
| --- | ------------- | ---------------------- | --- | ------------------------------------------------------------------------------ |
| Имеретинское царство (1810), Мегрельское (1803) и Гурийское (1804) княжества                                                                                                  | 1803—1810     | Закавказье             | Царство и княжества Западной Грузии (с 1774 года независимые от Турции). Протектораты и добровольные вхождения. Закреплены в 1812 году договором с Турцией и в 1813 году договором с Персией. Самоуправление до конца 1860-х годов.                                                                                  | Грузия, края Самегрело-Верхняя Сванетия, Гурия, Имеретия, Самцхе-Джавахети     |
| |               |                        | |                                                                                |
| Гянджинское (1804), Карабахское (1805), Шекинское (1805), Ширванское (1805), Бакинское (1806), Кубинское (1806), Дербентское (1806), северная часть Талышского (1809) ханства | 1804—1809     | Закавказье             | Вассальные ханства Персии, захват и добровольные вхождения. Закреплены в 1813 году договором с Персией по итогам войны. Ограниченные автономии до 1840-х годов. | Дагестан, Азербайджан, Армения, Нагорно-Карабахская Республика                 |
| |               |                        | |                                                                                |
| Белостокский округ Пруссии | 1807          | Восточная Европа       | Округ образованной в 1795 году после третьего раздела Польши провинции Новая Восточная Пруссия. Включён в состав России по договору после разгрома Пруссии Французской империей. | Подляское воеводство Польши                                                    |
| |               |                        | |                                                                                |
| Тарнопольский округ Австрии | 1809          | Восточная Европа       | Округ в составе Королевства Галиции и Лодомерии Австрийской империи (с 1772 года, в результате первого раздела Польши). Приобретён Россией по договору, возвращён Австрии в 1815 году по итогам Венского конгресса.                                                                                                  | Тернопольская область Украины                                                  |
| |               |                        | |                                                                                |
| Финляндия, включая Аландские острова | 1809          | Фенноскандия           | Регионы Швеции (Эстерланд, Эстерботтен, часть Вестерботтена и Лапландия). Приобретены Россией по договору. Образовано автономное Великое княжество Финляндское, с 1811 года включавшее и Выборгскую губернию. | Финляндия, Республика Карелия, Мурманская, Ленинградская области               |
| |               |                        | |                                                                                |
| Абхазское княжество | 1810          | Закавказье             | Княжество, добровольное вхождение. Закреплено договором с Турцией в 1812 году и договором с Персией в 1813 году. Автономия до 1864 года. | Абхазия                                                                        |
| |               |                        | |                                                                                |
| Бессарабия | 1812          | Северное Причерноморье | Восточные уезды Молдавского княжества, вассала Турции. Переданы в состав России по договору в результате войны. В 1856 году Южная Бессарабия (части Измаильского, Кагульского и Аккерманского уездов) была утрачена в результате войны. Она приобретена Россией снова в 1878 году по итогам новой войны по договору. | Молдавия, Одесская, Черновицкая области Украины                                |
| |               |                        | |                                                                                |
| Форт-Росс | 1812          | Северная Америка       | Колониальное владение Российско-американской компании, продано в частные руки в 1841 году. | Округ Сонома штата Калифорния, США                                             |
| |               |                        | |                                                                                |
| Илисуйский султанат, Табасаранское майсумство, Кайтагское уцмийство, Аварское, Казикумухское, Кюринское, Мехтулинское ханства и др.                                           | 1813          | Северный Кавказ        | Вассальные дагестанские княжества Персии, переданы России по договору в результате войны. Набеги и войны с 1588 года, постепенный захват и присяги на верность при принятии российского подданства. Автономии до 1830-х годов. В 1817—1864 годах Кавказская война, см. Северо-Кавказский имамат.                     | Республика Дагестан Азербайджан                                                |
| |               |                        | |                                                                                |
| Привислинский край | 1815          | Восточная Европа       | Большая часть Великого герцогства Варшавского, оккупация с 1813 года. Получен по итогам Венского конгресса (кроме Кракова и Познани), образовано Царство Польское в личной унии императора всероссийского до 1832 года, после чего оно стало «нераздельной частью» России.                                           | Подляское, Мазовецкое, Лодзинское, Свентокшиское, Люблинское воеводства Польши |
| |               |                        | |                                                                                |
| Краков и окрестности | 1815          | Восточная Европа       | Республика, образована по итогам Венского конгресса как вольный город под совместным протекторатом Австрии, Пруссии и России. В 1836 году с согласия союзников оккупирован Австрией, аннексирован ею в 1846 году. | Малопольское воеводство Польши                                                 |
| |               |                        | |                                                                                |
| Средний и Старший жузы Казахского ханства | 1822          | Средняя Азия           | Племенные союзы (жузы) казахов. Средний жуз в российском подданстве с 1732 года, Старший жуз — с 1818 года. Вхождение в состав России высочайшим указом, ограниченная автономия до 1868 года. | Северный, Восточный, Центральный, Южный регионы Казахстана                     |
| |               |                        | |                                                                                |

## Николай I(1825—1855)
| Территория | Год обретения | Регион, карта             | Статус, источник территории, этапы её обретения и дальнейшей судьбы | Современный статус территории                                              |
| --- | ------------- | ------------------------- | --- | -------------------------------------------------------------------------- |
| Часть Фэлледсдистрикта (Общего района) | 1826          | Арктика                   | Демаркация границы с Норвегией по конвенции. Большая часть Нявдемского и Пазрецкого погостов уступлены. | Губерния Финнмарк Норвегии, Мурманская область                             |
| |               |                           | |                                                                            |
| Балкария и Дигория | 1827          | Северный Кавказ           | Племенные союзы (общества), добровольное вхождение. | Кабардино-Балкария, Северная Осетия                                        |
| |               |                           | |                                                                            |
| Карачай, Черкесия, Абазиния | 1828          | Северный Кавказ           | Племенные союзы (общества), добровольные вхождения после сражения в ходе войны. Закреплены по договору с Турцией в 1829 году.                                                                                | Краснодарский край, Карачаево-Черкесская Республика                        |
| |               |                           | |                                                                            |
| Эриванское и Нахичеванское ханства | 1828          | Закавказье                | Вассальные ханства Персии (часть территории исторической Восточной Армении), переданы по договору в результате войны, закреплены договором с Турцией в 1829 году. Образована Армянская область.              | Армения, Нахичеванская АР Азербайджана, Турция                             |
| |               |                           | |                                                                            |
| Черноморское побережье Кавказа от устья Кубани до крепости св. Николая (северной границы Аджарии), а также города Ахалцих и Ахалкалаки с окрестностями | 1829          | Причерноморье             | Цепь портов и прибрежная полоса, получены от Османской империи по договору в результате войны. Одновременно Турция признала все российские приобретения на Кавказе.                                          | Краснодарский край, Абхазия, края Грузии Мегрелия, Гурия, Самцхе-Джавахети |
| |               |                           | |                                                                            |
| Дельта Дуная, Змеиный остров | 1829          | Причерноморье             | Часть эялета Силистрия Османской империи, получена по договору в результате войны. С 1856 года по договору в княжестве Молдавия.                                                                             | Жудец Тулча, Румыния; Килийский район Одесской области Украины             |
| |               |                           | |                                                                            |
| Княжество Самос | 1832          | Восточное Средиземноморье | Вассальное княжество Османской империи, образованное под покровительством России, Британии и Франции по конвенции. С 1913 года по договору в Греции.                                                         | Периферия Северные Эгейские острова, Греция                                |
| |               |                           | |                                                                            |
| Княжество Сванетия | 1833          | Закавказье                | Вассальное княжество Османской империи, автономия с 1812 года по договору, добровольное вхождение. Племенные союзы (общества) Вольной Сванетии — в 1840 году. В 1859 году княжество упразднено.              | Края Грузии Самегрело-Верхняя Сванетия, Рача-Лечхуми и Нижняя Сванетия     |
| |               |                           | |                                                                            |
| Заилийский край (Семиречье), Чуйская долина, Ак-Мечеть                                                                                                 | 1854—1864     | Средняя Азия              | Область Кокандского ханства, завоевание с 1850 года, принятие населения в российское подданство. В 1851 году заключение торгового договора с Цинской империей. В 1867 году образована Семиреченская область. | Южный Казахстан, Киргизия                                                  |
| |               |                           | |                                                                            |
| Сахалин | 1855          | Дальний Восток            | Совладение России и Японии по договору. С 1875 года владение России по новому договору, в 1905 году Южный Сахалин по договору в результате войны отошёл Японии.                                              | Сахалинская область                                                        |
| |               |                           | |                                                                            |

## Александр II(1855—1881)
| Территория                                                     | Год обретения | Регион, карта       | Статус, источник территории, этапы её обретения и дальнейшей судьбы | Современный статус территории                          |
| -------------------------------------------------------------- | ------------- | ------------------- | --- | ------------------------------------------------------ |
| Амурский край                                                  | 1858          | Дальний Восток      | Разграничение с Цинской империей по договору. Уссурийский край от впадения реки Уссури в Амур до моря признан совладением России и Китая. | Амурская область, Хабаровский край, Еврейская АО       |
|                                                                |               |                     | |                                                        |
| Приморье                                                       | 1860          | Дальний Восток      | Дальнейшее разграничение с Цинской империей по договору. См. также: Ноктундо. | Приморский край                                        |
|                                                                |               |                     | |                                                        |
| Вторая Чуйская Волость                                         | 1865          | Южная Сибирь        | Оток с ограниченным суверенитетом, а после добровольного вхождения в состав России стал волостью в составе Томской губернии. | Кош-Агачский район (Республика Алтай)                  |
|                                                                |               |                     | |                                                        |
| Бухарский эмират                                               | 1868          | Средняя Азия        | Вассальное ханство. В 1868—1877 годах расширение территории эмирата силами российских войск (Карши, Шаар, Китаб, Гиссар, Куляб, Дарваз, Каратегин и др.). В 1873 году установлен протекторат. | Узбекистан, Таджикистан                                |
|                                                                |               |                     | |                                                        |
| Илийский султанат                                              | 1871          | Восточный Туркестан | Возникший в результате восстания в Илийском крае (Кульдже) Китая султанат. Вторжение, ликвидация. Край был временно включён в состав Туркестанского генерал-губернаторства. В 1881 году по договору с Цинской империей разграничен, приобретено около 20 % его территории, массовая миграция уйгуров и дунган из Китая. | Алма-атинская область Казахстана, Или-Казахский АО КНР |
|                                                                |               |                     | |                                                        |
| Хивинское (Хорезмское) ханство                                 | 1873          | Средняя Азия        | Ханство, с 1747 года независимое от Персии. По договору после войны — российский протекторат, лишённый в пользу России земель по правому берегу Амударьи. Ликвидирован в 1919 году. | Узбекистан, Туркмения                                  |
|                                                                |               |                     | |                                                        |
| Кокандское ханство                                             | 1876          | Средняя Азия        | Ханство, вассалитет с 1868 года, ликвидация. Де-факто покорение земель продолжалось до 1895 года. | Узбекистан, Киргизия, Таджикистан                      |
|                                                                |               |                     | |                                                        |
| Княжество Болгария, Восточная Румелия, Адрианопольский санджак | 1877          | Балканы             | Автономии в составе Турции и санджак её вилайета Эдирне. Оккупация в ходе войны, формирование Временного русского управления. Упразднено по итогам Берлинского конгресса в 1879 году. | Болгария, Мраморноморский регион Турции                |
|                                                                |               |                     | |                                                        |
| Добруджа                                                       | 1878          | Балканы             | Оккупация в ходе войны, присоединение к Российской империи по итогам Сан-Стефанского мира. Передана Румынии в обмен на южную часть Бессарабии. | Румыния                                                |
|                                                                |               |                     | |                                                        |
| Баязетский (Догубаязитский) санджак                            | 1878          | Закавказье          | Автономный санджак Эрзурумского вилайета Турции с городами Баязет, Алашкерт. Присоединение по договору в результате войны, образована Эрзерумская область. В том же году она была уступлена Турции по итогам Берлинского конгресса.                                                                                     | Ил Агры Турции                                         |
|                                                                |               |                     | |                                                        |
| Аджарский и Карсско-Чилдырский санджаки                        | 1878          | Закавказье          | Приграничные санджаки Трабзонского и Эрзурумского вилайетов Турции с городами Батум, Карс, Ардаган. Присоединение по договору и итогам Берлинского конгресса, образованы Батумская и Карсская области. В 1921 году Карс и Ардаган уступлены Турции по Московскому и Карсскому договорам.                                | Аджарская АО Грузии; илы Карс и Ардахан Турции         |
|                                                                |               |                     | |                                                        |

## Александр III(1881—1894)
| Территория           | Год обретения | Регион, карта | Статус, источник территории, этапы её обретения и дальнейшей судьбы | Современный статус территории |
| -------------------- | ------------- | ------------- | --- | ----------------------------- |
| Закаспийская область | 1884          | Средняя Азия  | Кочевые племена туркмен, приведение в российское подданство. В 1885 году Афганский кризис. Граница закреплена конвенциями «О разграничении к востоку от Каспийского моря» (1881) и о приграничном обмене территориями (1893) с Персией, а также договором с Британией в 1907 году. | Туркмения                     |
|                      |               |               | |                               |

## Николай II(1894—1917)
| Территория                                                                                   | Год обретения | Регион, карта    | Статус, источник территории, этапы её обретения и дальнейшей судьбы | Современный статус территории |
| -------------------------------------------------------------------------------------------- | ------------- | ---------------- | --- | --- |
| Бадахшан                                                                                     | 1895          | Средняя Азия     | Племенные союзы таджиков и др. Освоение, разграничение региона по реке Пяндж путём обмена нотами МИД с Британией, закреплено в 1907 году соглашением. Приведение населения в российское подданство до 1905 года. | Горно-Бадахшанская АО Таджикистана |
|                                                                                              |               |                  | | |
| Концессия в Ханькоу (Ухань)                                                                  | 1896          | Восточная Азия   | Сеттльмент (около 26 десятин или 28,3 га) на берегу Янцзы в центральном Китае, концессия по договору. Прекращена в 1920 году. | Провинция Хубэй КНР |
|                                                                                              |               |                  | | |
| Маньчжурская железная дорога (КВЖД) и её полоса отчуждения                                   | 1896          | Дальний Восток   | Концессия на 80 лет по договору с Цинской империей. Он утратил силу по итогам войны согласно договору с Японией в 1905 году, однако дорога (за исключением ЮМЖД) осталась под управлением Общества КВЖД Русско-Китайского (с 1910 года Русско-Азиатского) банка.                                                               | АР Внутренняя Монголия, провинция Хэйлунцзян КНР                                                                                      |
|                                                                                              |               |                  | | |
| Квантунский полуостров                                                                       | 1898          | Дальний Восток   | Территория, которая в 1895 году по договору с Китаем должна была отойти Японии, однако под давлением России, Германии и Франции аннексии не произошло. В 1898 году Россия сама арендовала полуостров на 25 лет, там была образована Квантунская область. Владение уступлено Японии в результате войны по договору в 1905 году. | Провинция Ляонин КНР |
|                                                                                              |               |                  | | |
| Концессия в Тяньцзине                                                                        | 1900          | Дальний Восток   | Сеттльмент (398 га), концессия по договору с Китаем. Прекращена в 1920 году. | Город центрального подчинения КНР |
|                                                                                              |               |                  | | |
| Северный Иран                                                                                | 1907          | Средний Восток   | Сфера влияния к северу от линии Касре-Ширин — Исфахан — Йезд — Зульфегар по соглашению с Британией. Оккупации в 1908, 1909—1911 и 1914—1918 годах с целью защиты подданных России в связи с революцией и интервенцией. Российские военно-полевые суды, вытеснение турецких войск.                                              | Иран |
|                                                                                              |               |                  | | |
| Земля Франца-Иосифа (1873), Земля Императора Николая II (1913), Новосибирские острова (1770) | 1914          | Арктика          | Архипелаги Северного Ледовитого океана, закреплены как территория России нотой МИД. | Приморский район Архангельской области, Таймырский Долгано-Ненецкий район Красноярского края, Булунский улус Республики Саха (Якутии) |
|                                                                                              |               |                  | | |
| Урянхайский край                                                                             | 1914          | Южная Сибирь     | Хошуны тувинцев, добровольное вхождение, протекторат. | Республика Тыва |
|                                                                                              |               |                  | | |
| Восточная Галиция, Буковина                                                                  | 1914          | Восточная Европа | Королевство и герцогство в составе Австро-Венгрии, захвачены в ходе войны. Создано Галицко-Буковинское генерал-губернаторство из Львовской, Перемышленской, Тернопольской и Черновицкой губерний. В 1915 году уступлено, в 1916 — частично отвоевано, окончательно потеряно в 1917 году.                                       | Львовская, Тернопольская, Ивано-Франковская, Черновицкая области Украины, Подкарпатское воеводство Польши                             |
|                                                                                              |               |                  | | |
| Вилайеты Турции: Битлис, Диярбекир, Эрзурум, Мамурет-уль-Азиз, Сивас, Трабзон, Ван           | 1917          | Малая Азия       | Западная Армения, оккупация в ходе Первой мировой войны (см. Кавказский фронт ПМВ), учреждена Администрация Западной Армении, регион закреплён за Россией соглашениями Сазонова-Палеолога и Сайкса — Пико с державами Антанты. Территория уступлена в 1917—1918 годах.                                                         | Регионы Турции Черноморский, Восточная Анатолия                                                                                       |
|                                                                                              |               |                  | | |

## Несостоявшиеся территории России
На протяжении всей истории Российской империи в силу различных обстоятельств периодически возникали проекты о протекторате или присоединении к ней тех или иных заморских территорий. Эти проекты не были реализованы.
- Гавайи
- Маньчжурия
- Джибути

## Окончание
Территория Российской империи в 1874 году простиралась на 21,6 млн км², а на рубеже XIX—XX веков — на 22,8 млн км², то есть 1/7 часть обитаемой суши Земли. По этому параметру она занимала второе место в мире после Британской империи (и третье место из когда-либо существовавших государств), но, в отличие от Британской империи, составляла единое геополитическое целое. Находясь на экономическом подъёме, Россия в 1914 году, однако, вступила в Первую мировую войну, преследуя, среди прочих, следующие экспансионистские цели:
- упрочение своего доминирования среди славянских народов (см. Панславизм) и, в частности, помощь Сербии;
- присоединение земель Речи Посполитой, которые после разделов Речи Посполитой отошли Германии и Австро-Венгрии (в частности, Галицию), а также земель Венгрии с русским населением (Угорская Русь);
- свободный доступ к черноморским проливам, а после неожиданного вступления в войну на стороне Германии Османской империи — завоевание черноморских проливов, включая Константинополь, с включением их в состав России;
- решение Армянского вопроса в Османской империи[103][104][105][106][107][108] (см. также Армянские реформы).

Война привела к крайнему напряжению сил всех воюющих держав и, как следствие, к краху четырёх мировых империй, включая Российскую (а также Османской, Германии, Австро-Венгрии). Большие территориальные, человеческие потери и стремительная экономическая деградация вызвали общий кризис власти в России. В 1917 году в результате Февральской революции была упразднена монархия, в том же году произошла Октябрьская революция, после чего власть оказалась монополизирована блоком левых политических партий во главе с РСДРП(б) (см. Диктатура пролетариата).
Последовавшая за этим Гражданская война 1918—1922 годов привела к краху российской государственности и распаду страны. В результате активизации сепаратизма и иностранной интервенции на месте бывшей империи образовалось более 80 государственных образований. Описанный кризис закончился, в основном, лишь к 1922 году. Интервенты были изгнаны, а экс-империя переформатирована в Союз Советских Социалистических Республик, заново объединивший бо́льшую часть её территории и добившийся своего постепенного международно-правового признания с учётом новых реалий.
См. Формирование территории СССР.

## Карты

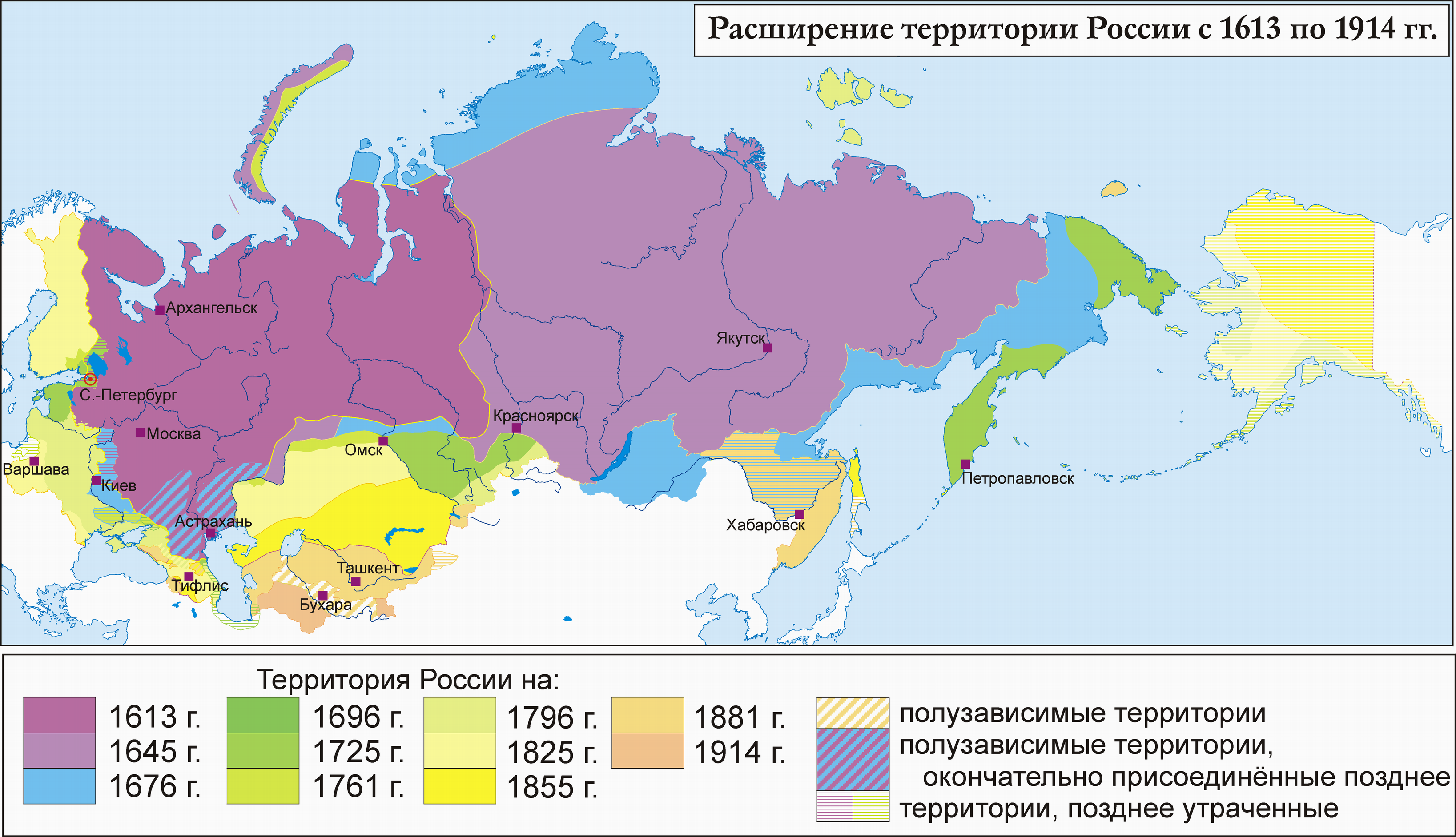
Территориальная экспансия России 1613-1914
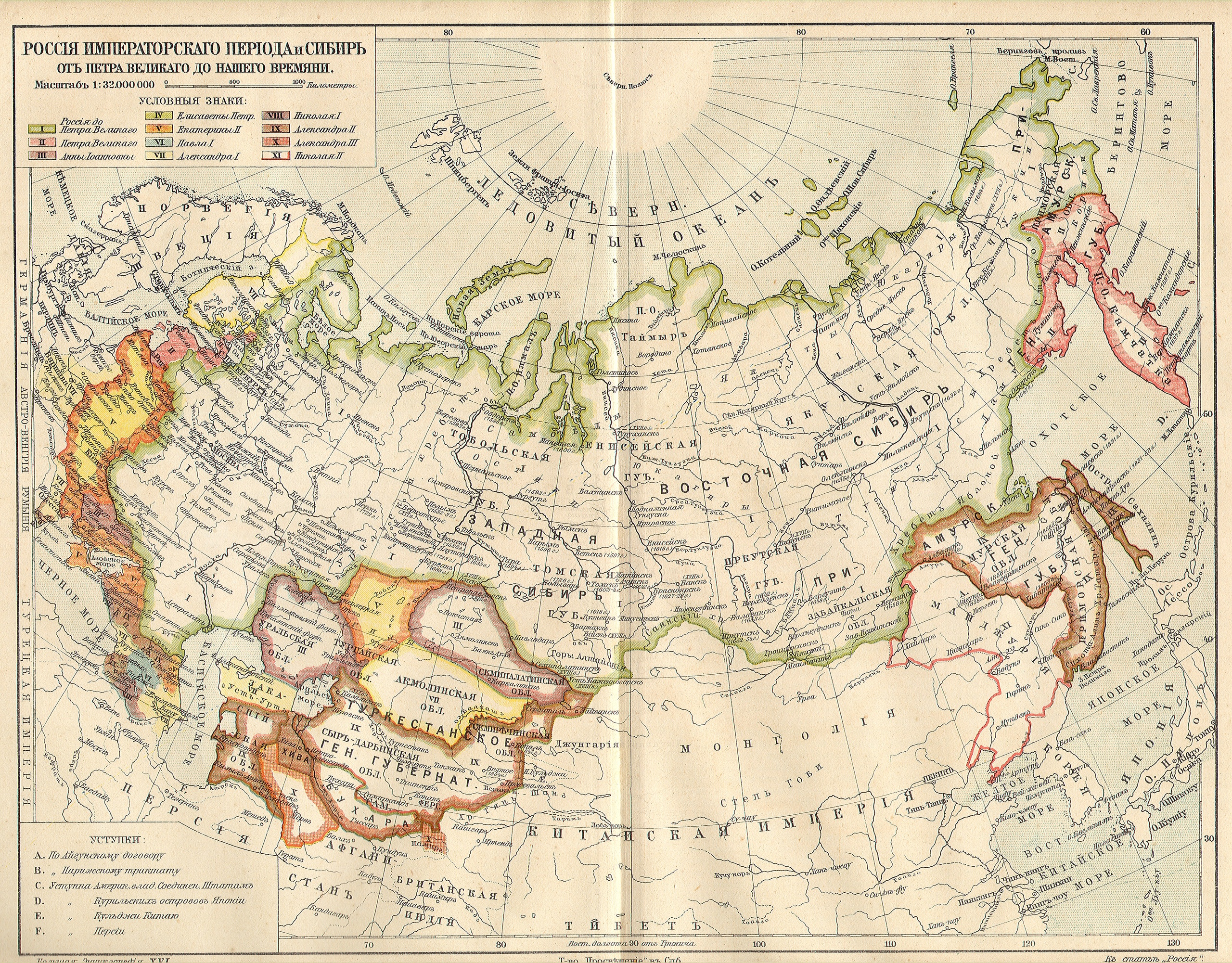
Территориальная экспансия Российской империи. 1904 год
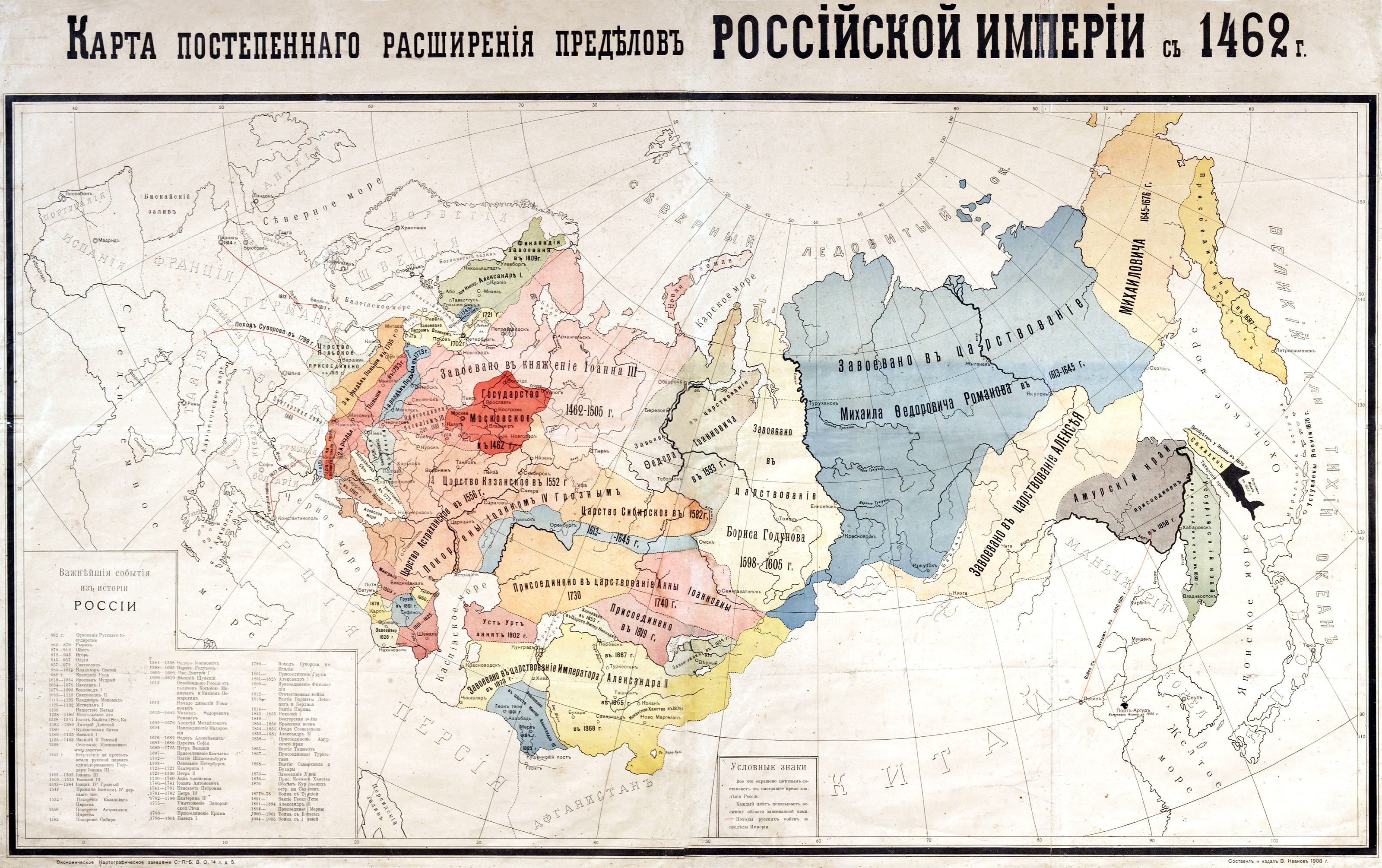
Карта постепенного расширения пределов Российской империи. 1908 год